# Viola munbyana
Viola munbyana är en violväxtart som beskrevs av Pierre Edmond Boissier och Reuter. Viola munbyana ingår i släktet violer, och familjen violväxter. Inga underarter finns listade i Catalogue of Life.